# Gens Acilia
De gens Acilia was een geslacht van plebejers uit het oude Rome.

## De voornaamste leden
- Gaius Acilius
- Manius Acilius Glabrio (consul in 191 v.Chr.)
- Manius Acilius Glabrio (consul in 67 v.Chr.)
- Manius Acilius Glabrio (consul in 91).
- Publius Acilius Attianus (pretoriaanse perfect) begin 2e eeuw